# Grioni

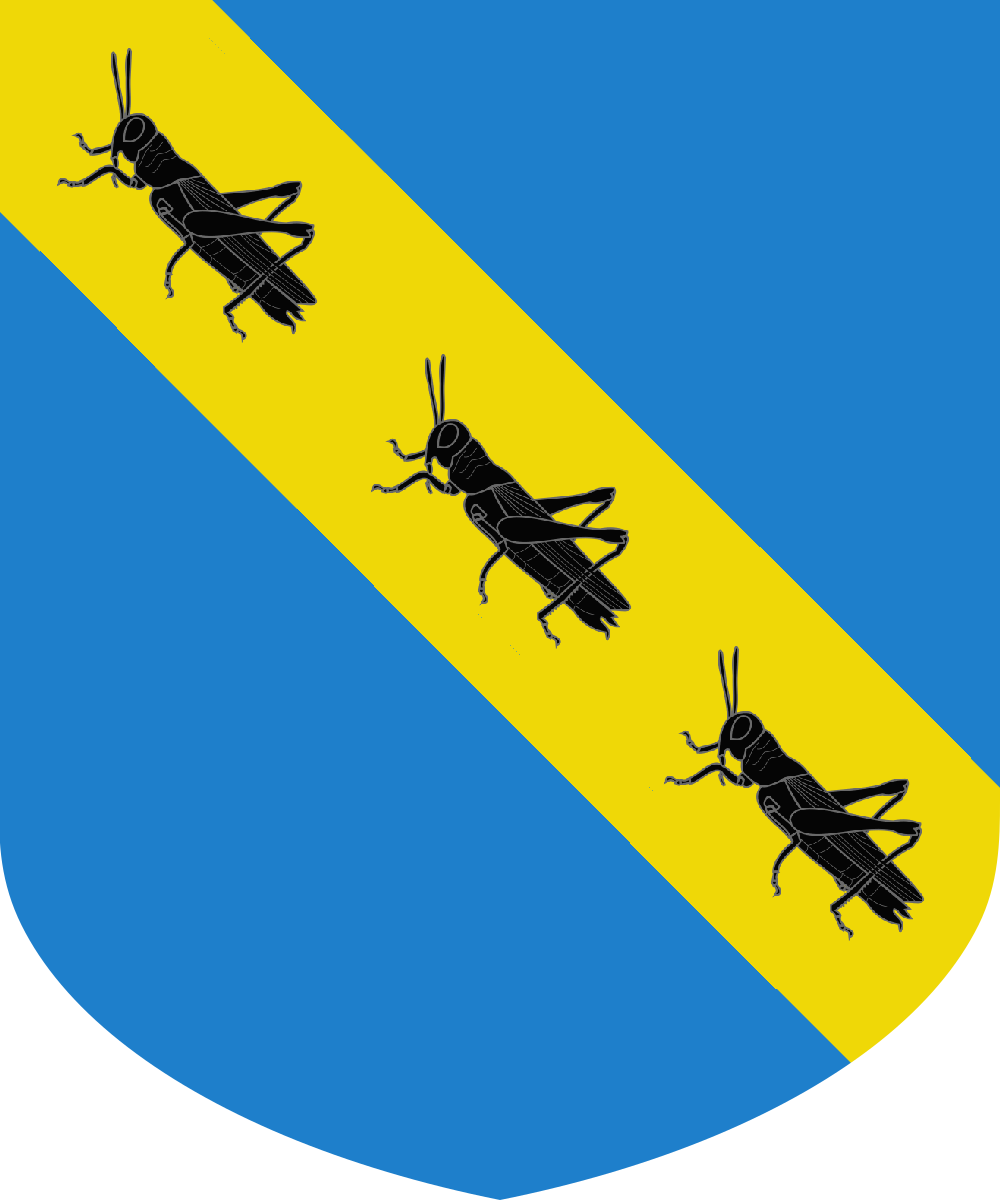
Stemma Grioni

I Grioni furono una famiglia patrizia veneziana, annoverata fra le cosiddette Case Nuove.

## Storia
Alcuni studiosi attribuiscono a questo casato origini lombarde, altri affermano con maggior probabilità siano di origini greche, e arrivino dalla penisola ellenica. I Grioni si sarebbero trasferiti secondo questi ultimi nelle lagune venete verso il 984.
La Nobiltà veneta del 1706 di D.Casimiro Freschot / volume = I -pagina 350 ) 
nominati patrizi veneti furono riconfermati alla serrata del Maggior Consiglio, nel 1297,. Qualche autore antico azzarda una coincidenza tra questa casa e quella dei Grisoni. Alcune fonti riportano che un esponente di questa dinastia, tal Pietro Grioni, nel 1253, fu eletto dai bolognesi quale podestà del capoluogo emiliano, in virtù della sua celebre saggezza.
sempre nel volume di Casimiro Freschot oltre ad elogiare le doti e le attitudini della famiglia fa chiaro ed esplicito riferimento all'anno 1430 quando i Grioni salvarono i Tesori di Venezia da "li rubatori" 
Alcuni rami della famiglia si estinsero ed altri sono tuttora esistenti.
Per la storia recente alcuni dei discendenti della famiglia Grioni entrarorno nella Nobiltà Italiana
La famiglia è tuttora esistente con diritto di fregiarsi dello stemma storico
(elenco storico della Nobilità italiana compilato in conformità dei decreti e delle lettere patenti originali e sugli atti ufficiali di archivio della consulta arandica dello stato italiano - Sovrano Militare Ordine Gerosolimitano di Malta)
(libro d'oro della Nobiltà Italiana)

## Membri illustri
- Pietro Grioni (fl. 1253), podestà di Bologna.

## Luoghi e architetture
- Palazzo Grioni, a San Polo;
- Villa Grioni Dolfin, a Mirano.